# Ana da Boêmia e Hungria
Ana Jagelão (Buda, 23 de julho de 1503 — Praga, 27 de janeiro de 1547) foi consorte de Fernando I do Sacro Império Romano-Germânico, e herdeira dos reinos da Boêmia e da Hungria. Ela era filha de Vladislau II e de Ana de Foix-Candale, a irmã mais velha de Luís II da Hungria e a posterior herdeira deste.

## Biografia
Ana nasceu em Praga e, pelos três primeiros anos de sua vida, foi herdeira presuntiva dos reinos da Boêmia e da Hungria, até o nascimento de seu irmão Luís, em 1 de julho de 1506. Sua mãe morreu 25 dias depois, por complicações no puerpério.
Em 1515, foi arranjado os casamentos de Ana e Luís com dois dos netos do imperador Maximiliano I do Sacro Império Romano-Germânico: os arquiduques Fernando I e Maria, respectivamente. No ano seguinte, com a morte de Ladislau II, Ana e Luís foram adotados pelo imperador.
O matrimônio com Fernando foi celebrado em 25 de maio de 1521, em Linz, na Áustria. Na época, Fernando era governador das terras hereditárias dos Habsburgos em nome de seu irmão mais velho, o imperador Carlos V.
Em 29 de agosto de 1526, Luís II da Hungria, irmão de Ana, foi morto na Batalha de Mohács enfrentando Solimão, o Magnífico, do Império Otomano, sem deixar herdeiros. Sendo Ana a parenta mais próxima do rei falecido, em nome dela, Fernando reivindicou o direito à sucessão, e foi eleito Rei da Boêmia em 24 de outubro do mesmo ano.
Na Hungria, porém, não foi tão simples. De fato, Fernando foi proclamado rei por um grupo de nobres. A maior parte da nobreza húngara, no entanto, que não aceitava um soberano estrangeiro, elegeu um rei alternativo, João Zápolya, voivoda da Transilvânia, cuja esposa, Isabel Jagelão, era prima-irmã de Ana. O consequente conflito entre os dois rivais e seus sucessores durou até 1571, quando foi acertado o Tratado de Speyer, pelo qual o sucessor de Zapolya abdicou em favor dos Habsburgos.
Em 1531, Carlos V reconheceu Fernando como seu sucessor no Sacro Império Romano-Germânico, e este recebeu o título de Rei dos Romanos.

## Descendência
Ana e Fernando tiveram quinze filhos, o que foi um benefício para a Boêmia e para a Hungria, pois ambos os reinos sofreram por séculos com a mortes prematuras de herdeiros e problemas de sucessão monárquica. Foram eles:
- Isabel (9 de junho de 1526 - 15 de junho de 1545). Em 1543, ela foi casada com o rei Sigismundo II Augusto da Polônia, primo-irmão paterno de Ana; não teve filhos.
- Maximiliano (31 de julho de 1527- 12 de outubro de 1576), o futuro imperador. Os filhos de Maximiliano morreram sem descendência, a não ser Ana, que recebeu o nome de sua avó, mãe de Filipe III de Espanha.
- Ana (7 de julho de 1528- 16 de outubro de 1590). Casada com Alberto V da Baviera.
- Fernando (14 de junho de 1529 - 24 de junho de 1595), futuro Arquiduque da Áustria.
- Maria (15 de maio de 1531 - 11 de dezembro de 1581). Casada com Guilherme, o Rico Duque de Jülich-Cleves-Berg.
- Madalena (14 de agosto de 1532 - 10 de setembrode  1590). Freira.
- Catarina (15 de setembro de 1533- 28 de fevereiro de 1572). Em 1553, foi casada com o rei Sigismundo II Augusto da Polônia, viúvo de sua irmã mais velha; também não teve filhos.
- Leonor (2 de novembro de 1534 - 5 de agosto de 1594). Casada com Guilherme Gonzaga, Duque de Mântua.
- Margarida (16 de fevereiro de 1536 - 12 de março de 1567). Freira.
- João (10 de abril de 1538- 20 de março de 1539).
- Bárbara (30 de abril de 1539 - 19 de setembro de 1572). Casada com Afonso II d'Este, Duque de Ferrara e de Módena; não teve filhos.
- Carlos (3 de junho de 1540 - 10 de julho de 1590), futuro Arquiduque da Áustria e pai de Fernando II do Sacro Império Romano-Germânico.
- Úrsula (24 de julho de 1541 - 30 de abril de 1543).
- Helena (7 de janeiro de 1543 - 5 de março de 1574). Freira.
- Joana (24 de janeiro de 1547 - 9 de abril de 1578). Casada com Francisco I de Médici, Grão-duque da Toscana.

Ana morreu três dias depois de dar à luz sua filha mais nova, aos 43 anos, em sua cidade natal, Praga. Fernando permaneceu viúvo. Nove anos depois, em 1556, Carlos V abdicou como imperador em favor do irmão, mas Fernando só foi devidamente reconhecido como imperador em 1558. Fernando morreu em 1564.